# Rychnov nad Kněžnou (huyện)
Huyện Rychnov nad Kněžnou (tiếng Séc: Okres Rychnov nad Kněžnou) là một huyện (okres) nằm trong vùng Hradec Králové của Cộng hòa Séc. Huyện Rychnov nad Kněžnou có diện tích 998 km², dân số năm 2002 là 79003 người. Thủ phủ huyện đóng ở Rychnov nad Kněžnou. Huyện này có 83 khu tự quản.

## Các khu tự quản
Huyện Rychnov nad Kněžnou có 83 khu tự quản sau: